# غانيميد
القمر غانيميد (بالإنجليزية: Ganymede)‏ يُعدُّ أكبر أقمار المجموعة الشمسية التي اكتشفت حتى الآن، وهو ضمن الأقمار الأربعة لأضخم كوكب - المشتري - ويفوق بحجمه الكوكب عطارد.
اكتشفه العالم جاليليو سنة 1610.
هو قمر لكوكب المشتري وأكبر قمر في النظام الشمسي. يبعد عن المشتري نحو 07 و1 مليون كيلومتر ويتم مداره حوله في ما يقرب من سبعة أيام. وهو القمر السابع للمشتري وثالث قمر يكتشفه جاليو بنفسه للمشتري. جانيميد يشارك في صدى 1:2:4 المدارية مع أقمار يوروبا وايو ، على التوالي. وهو أكبر قليلا من كوكب عطارد ، ولكن كتلته تبلغ حوالي نصف كتلة عطارد فقط. لديه أعلى نسب لجميع سوائل الكواكب وعلى الأخص الثلج والماء. غانيميد أكبر  مرتين من كتلة قمر الأرض.
جانيميد يتكون أساسا من الصخور من السيليكات والجليد المياه. فهو هيئة مميزة تماما اغتنائه بعنصر الحديد، والسوائل الأساسية. ويعتقد أن المحيطات المالحة توجد على عمق 200 كم تحت سطح غانيميد، وهي تقع بين طبقات من الجليد. يضم سطحه نوعين رئيسيين من التضاريس : المناطق الداكنة، مشبعة قشرته ويرجع تاريخها إلى أربعة مليارات سنة مضت، وتغطي حوالي ثلث هذا القمار. ومناطق فاتحة اللون، أجزاء من أخاديد وتلال واسعة. يبدو أن العوامل الجيولوجية تعطلت عليه لأسباب غير معروفة، ولكن من المرجح أن يؤدي النشاط التكتوني التي أحدثتها التدفئة المد والجزر إلى تلك التضاريس.
جانيميد هو القمر الوحيد في المجموعة الشمسية المعروفة لامتلاكه مجالا مغنطيسيا. من المرجح تم تكوينه من خلال النقل الحراري داخل الحديد السائل. المجال المغناطيسي الظاهر هزيل ولكنه متداخل مع الحقل المغناطيسي للمشتري، وهو في الحقيقة أكبر من ذلك بكثير لأن خطوط المجالين مرتبطة من خلال خطوط المجال مفتوح. للقمر جانيميد جو به الأكسجين الذي يتضمن O2، وربما O3 (الأوزون). ويوجد الهيدروجين بنسبة ضئيلة في غلافه الجوي. القمر
يعود الفضل لاكتشاف القمر جانيميد إلى العالم غاليليو الذي كان أول من رصده في السابع من يناير عام 1610. واقترحت تسميته بهذا الاسم بواسطة الفلكي سيمون ماريوس، حيث تم إطلاق عليه اسم جانيميد، وهو شخصية إسطورية كان ساقيا للخمر وحبيباً للإله زيوس اليوناني. ابتدأت البعثة العلمية للمركبة بايونير 10 وقد تمكنت من دراسة القمر جانيميد عن كثب. وأيضاً قام المسبار فوياجر بعمل قياسات متكررة لحجمه، في حين أن المركبة غاليليو اكتشفت المحيطات تحت سطحة وكذلك مجاله المغناطيسي. وهناك بعثة علمية جديدة يجري التخطيط لها بواسطة وكالة الفضاء الأوروبية لإرسالها لاستكشاف نظام المشتري وأقماره الجليدية، ومن المقرر أن تنطلق هذه البعثة في عام 2022 ومن المقرر أن تحلق بالقرب من أقمار غاليليو الجليدية الثلاثة ، وبعد ذلك فمن المقرر أن تدخل في مدار حوال القمر جانيميد.

## نظرة تاريخية
تشير السجلات الفلكية الصينية إلى أنه في عام 365 قبل الميلاد، اكتشف جان دي ما قد يكون قمرًا لكوكب المشتري، على الأرجح غانيميد، بالعين المجردة. مع ذلك، ذكر جان دي أن لونه مُحمر، وهو أمر محير لأن الأقمار باهتة جدًا لدرجة لا تسمح برؤيتها بالعين المجردة. قدّم شي شين وجان دي معًا عمليات رصد دقيقة إلى حدٍّ ما للكواكب الخمسة الرئيسية.
في السابع من يناير عام 1610، رصد غاليليو غاليلي ما اعتقد أنها ثلاثة نجوم بالقرب من المشتري، بما في ذلك ما اتضح فيما بعد أنه قمر غانيميد وكاليستو وجُرم واحد تبين أنه ضوء مشترك من آيو وأوروبا؛ وقد لاحظ في الليلة التالية أنهم تحركوا. في 13 يناير، رأى الأقمار الأربعة جميعًا مرة واحدة لأول مرة، لكنه رأى كل قمر على حدا قبل هذا التاريخ مرة واحدة على الأقل. بحلول 15 يناير، استنتج جاليليو أن النجوم كانت في الواقع أجرامًا تدور حول المشتري.

## التسمية
حصل جاليليو على حق تسمية الأقمار التي اكتشفها. فكّر بتسميتها «النجوم الكونية» لكنه قرر تسميتها «النجوم المديشتية».

اقترح عالم الفلك الفرنسي نيكولاس كلود فابري دي بيريسك أسماء فردية للأقمار من عائلة ميديتشي، لكن اقتراحه لم يُقبل. حاول سيمون ماريوس، الذي ادعى في الأصل أنه اكتشف أقمار جاليليو، تسمية الأقمار «زحل المشتري» و«مشتري المشتري« (هذا هو غانيميد) و«زهرة المشتري» و«عطارد المشتري»، لكن هذه التسمية رُفضت أيضًا. وفقًا لاقتراح يوهانس كيبلر، حاول ماريوس تسمية الأقمار مرةً أخرى:
«...ثم كان هناك غانيميد، الابن الوسيم للملك تروس، الذي حمله المشتري، بعد أن تحول إلى نسر، على ظهره إلى السماوات، كما يقول الشعراء بشكل رائع ... أنا أطلِق على القمر الثالث اسم غانيميد بسبب عظمة نوره ... زيوس الشهواني سعيد للغاية بـ آيو وأوروبا، صبي غانيميد، وكاليستو».
لم يُتفق على هذا الاسم والأسماء الخاصة بأقمار جاليليو الأخرى لفترة طويلة، ولم تُصبح شائعة الاستخدام حتى منتصف القرن العشرين. في كثير من النصوص الفلكية السابقة، أُشير إلى غانيميد بدلًا من ذلك باستخدام الأرقام الرومانية، المشتري الثالث (نظام قدمه جاليليو)، وبعبارة أخرى «القمر الثالث للمشتري». بعد اكتشاف أقمار زحل، استُخدم نظام تسمية قائم على نظام كبلر وماريوس لأقمار كوكب المشتري. غانيميد هو القمر الوحيد من أقمار جاليليو الذي سُمي نسبةً لشخصية ذكر - ومثل آيو وأوروبا وكاليستو، كان عاشقًا لزيوس.

## مداره ودورانه

دوران الثلاثة أٌقمار للمشتري التي اكتشفها غاليليو في عام 1610.

يدور غانيميد حول المشتري من على بعد 1.070.400 كيلومتر، وهو ثالث أقمار جاليليو في بعده، ويكمل دورةً واحدة كل سبعة أيام وثلاث ساعات. مثل معظم الأقمار المعروفة، فإن غانيميد مُقيد مدّيًا، أي أن أحد جوانبه يواجه المشتري طوال الوقت، وبالتالي فإن يومه يساوي سبعة أيام وثلاث ساعات أرضية. مداره منحرف مداريًا إلى حدٍّ ما ويميل نسبةً لخط استواء المشتري، مع تغير انحرافه المداري وزاوية ميله بشكل شبه دوري على مدى قرون بسبب اضطرابات تأثير جاذبية الشمس والكواكب الأخرى. تتراوح نطاقات التغيير بين 0.0009 و 0.0022 للانحراف المداري وبين 0.05 و 0.32 درجة لزاوية الميل. تسبب هذه الاختلافات المدارية تغير ميل المحور (الزاوية بين محوري الدوران والمدار) بين 0 و 0.33 درجة.
يختبر غانيميد رنينًا مداريًا مع أوروبا وآيو: في كل مرة يدور غانيميد حول المشتري، يدور أوروبا مرتين ويدور آيو أربع مرات. تحدث الاقترانات (محاذاة الأقمار على نفس الجانب من المشتري) بين آيو وأوروبا عندما يكون آيو في نقطه الحضيض وأوروبا عن نقطة الأوج. تحدث الاقترانات بين أوروبا وغانيميد عندما يكون أوروبا في نقطة الحضيض. تتغير خطوط طول اقتران آيو مع أوروبا وأوروبا مع غانيميد بنفس المعدل، ما يجعل الاقترانات الثلاثية مستحيلة. يُسمى هذا الرنين المعقد رنين لابلاس.

## الخصائص الفيزيائية

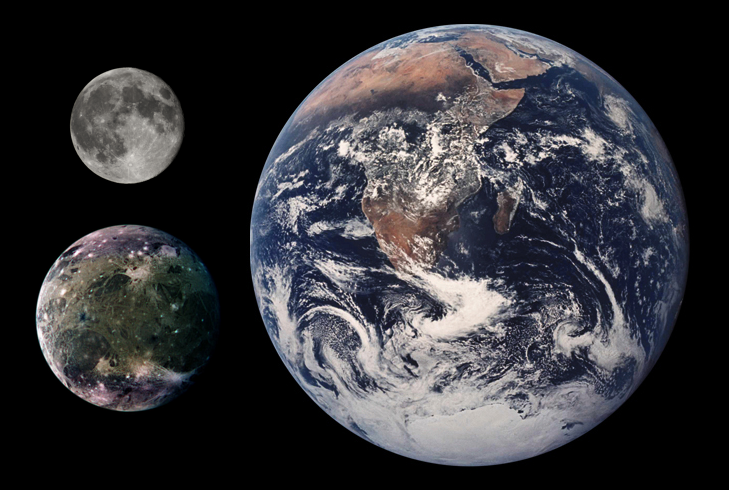
مقارنة بين أحجام غانيميد (يسار، تحت) و قمر الأرض (يسار، فوق) والأرض (يمين).

غانيميد هو أكبر وأثقل قمر في المجموعة الشمسية. يبلغ قطره 5268 كيلومتر ما يعادل 0.41 قطر الأرض، و 0.77 قطر المريخ، و 1.02 قطر قمر زحل تيتان (ثاني أكبر قمر في النظام الشمسي)، و 1.08 قطر عطارد، و 1.09 قطر كاليستو، و 1.45 قطر آيو، و 1.51 قطر قمرنا. كتلته أعلى بنسبة 10% من كتلة تيتان، و 38% من كتلة كاليستو، و 66% من كتلة آيو، و 2.02 ضعف كتلة قمرنا.

### التكوين
يشير متوسط كثافة غانيميد، 1.936 جرام/سنتيمتر مكعب، إلى تركيبة من نسب متساوية تقريبًا من المواد الصخرية وجليد الماء في الغالب. يوجد بعض الماء في حالته السائلة، ما يشكّل محيطًا أسفل سطح غانيميد. يتراوح الكسر الكتلي للجليد بين 46 و 50%، وهي نسبة أقل قليلًا من كاليستو. قد يوجد أيضًا بعض الجليد المتطاير الإضافي مثل الأمونيا. لا يزال التركيب الدقيق لصخور غانيميد غير معروف، لكن من المحتمل أن يكون قريبًا من تركيبة صخور الكوندريت العادية من النوع إل/إل إل، التي تتميز بقلة الحديد الكلي، وحديد معدني أقل، وأكسيد حديد أكثر مقارنةً مع صخور إتش كوندريت. تتراوح نسبة وزن الحديد إلى وزن السيليكون بين 1.05 و 1.27 في غانيميد، في حين تساوي النسبة الشمسية نحو 1.8.
له نواة من الحديد ، كما أن له مجال مغناطيسي.

### محيطه تحت السطحي

مقطع يبين البنية الداخلية لغانيميد.

في سبعينات القرن العشرين، اشتبه علماء ناسا لأول مرة في أن غانيميد يمتلك محيطًا سميكًا بين طبقتين من الجليد، واحدة على السطح والأخرى تحت المحيط السائل وفوق طبقة الوشاح الصخرية. في تسعينات القرن العشرين، حلقت مركبة جاليليو التابعة لناسا بالقرب من غانيميد، ووجدت أدلةً على وجود مثل هذا المحيط تحت السطحي. يشير تحليل نُشر في عام 2014، مع الأخذ بعين الاعتبار الديناميكا الحرارية الواقعية للمياه وتأثيرات الملح، إلى أن غانيميد قد يحتوي على عدة طبقات محيطية مفصولة بحالات مختلفة من الجليد، مع وجود أخفض طبقة من الماء بجوار الوشاح الصخري. قد يكون تلامس الصخور والماء عاملًا مهمًا في نشوء الحياة. يشير التحليل أيضًا إلى أن الأعماق القصوى الموجودة (نحو 800 كيلومتر حتى «قاع البحر» الصخري) تعني أن درجات الحرارة في قاع محيط الحمل الحراري (الكظومي) يمكن أن تصل إلى درجة حرارة أعلى بـ 40 كلفن من تلك الخاصة بطبقة تلاقي الجليد والماء.
في مارس 2015، أفاد العلماء أن قياسات تلسكوب هابل الفضائي لطريقة تحرك شفق غانيميد القطبي أكدت امتلاكه محيطًا تحت سطح. يؤثر وجود محيط كبير من المياه المالحة على الحقل المغناطيسي لغانيميد، وبالتالي على الشفق القطبي. تشير الأدلة إلى أن محيطات غانيميد قد تكون الأكبر في المجموعة الشمسية بأكملها.
هناك بعض التكهنات حول إمكانية احتضان محيطات غانيميد للحياة.

### اللبّ
يوفر وجود لبّ سائل غني بالحديد والنيكل تفسيرًا طبيعيًا للحقل المغناطيسي الجوهري لغانيميد الذي اكتشفته مركبة جاليليو الفضائية. يُعتبر الحمل الحراري في الحديد السائل، الذي يتميز بموصلية كهربائية عالية، النموذج الأكثر منطقية لتوليد حقل مغناطيسي. تتراوح كثافة اللبّ بين 5.5 و 6 جرام/سنتيمتر مكعب، في حين تتراوح كثافة الوشاح السيليكاتي بين 3.4 و 3.6 جرام/سنتيمتر مكعب. قد يصل نصف قطر اللبّ إلى 500 كيلومتر. من المحتمل أن تكون درجة الحرارة لبّ غانيميد بين 1500 و 1700 كلفن وقد يصل ضغطه إلى 10 جيجا باسكال (99000 ضعف الضغط الجوي الأرضي).